# Giovanni Camillo Sagrestani
Giovanni Camillo Sagrestani (Firenze, 15 dicembre 1660 – Firenze, 7 maggio 1731) è stato un pittore italiano.

## Biografia

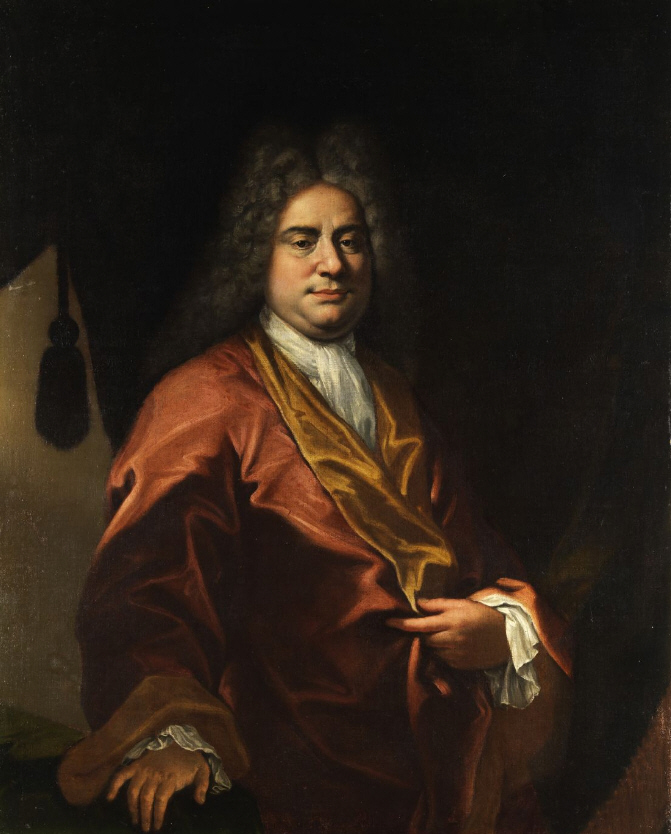
Giovanni Camillo Sagrestani, Gentiluomo in vestaglia

Si formò a Firenze da Antonio Giusti e Romolo Panfi, poi viaggiò a Parma, Roma, Venezia e Bologna, dove entrò nella bottega di Carlo Cignani che ne influenzò lo stile. 
Nel 1690 tornò a Firenze e nel '94 si iscrisse all'Accademia del Disegno, avvicinandosi ad alcuni antiaccademici come Alessandro Gherardini e Pier Dandini. A partire da questi presupposti, con l'esempio del barocco francese e delle opere di Luca Giordano, portò avanti una pittura innovativa, in contrasto con la tradizione disegnativa fiorentina, fatta di tocchi rapidi e macchie di colore. 
Le sue prime opere datate risalgono al 1720 (affresco e pala d'altare nella cappella di Santa Maria Maddalena de' Pazzi in San Frediano in Cestello), sebbene giuà dal 1707 gli siano attribuibili otto tele con Vita della Vergine in Santa Maria de' Ricci a Firenze.
Quattro tele attribuite al Sagrestani si trovano nella chiesa di Santa Maria della Fraternità a Foiano della Chiana. Altre sue opere si trovano nella Chiesa di San Frediano in Cestello a Firenze. Altre opere attribuite al Sagrestani si trovano nella chiesa della Santissima Annunziata a San Giovanni Valdarno . Un'Assunzione della Vergine si trova a Nancy in Francia, nel Musée des Beaux-Arts. Un'Incoronazione di Maria Assunta in Cielo con S. Tommaso d'Acquino si trova incastonata nel soffitto cassettonato della chiesa del Santissimo Sacramento di Portoferraio.
Tra i suoi maggiori allievi Matteo Bonechi e Ranieri del Pace.